# (3048) Guangzhou
(3048) Guangzhou es un asteroide perteneciente al cinturón de asteroides, descubierto el 8 de octubre de 1964 por el equipo del Observatorio de la Montaña Púrpura desde el Observatorio de la Montaña Púrpura, Nankín (China).

## Designación y nombre
Designado provisionalmente como 1964 TH1. Fue nombrado Guangzhou en homenaje a la ciudad de Cantón de la República Popular China.